# Kudoa sphyraeni
Kudoa sphyraeni is een microscopische parasiet uit de familie Kudoidae. Kudoa sphyraeni werd in 1979 beschreven door Narasimhamurti & Kalavati. 